# Сороцька
Сороцька, Сороцко — річка в Україні, в Тернопільському районі Тернопільської області, ліва притока Гнізни (басейн Дністра).

## Опис
Довжина річки 18 км, похил річки — 3,0 м/км. Формується з багатьох безіменних струмків та 3 водойм. Площа басейну 67,9 км².

## Розташування
Бере початок у селі Сороцьке. Тече переважно на північний захід через село Козівка. В селі Скоморохи впадає в річку Гнізну, ліву притоку Серету.